# Campionatul European de Handbal Feminin din 2018 - Calificările
Această pagină descrie procesul de calificare pentru Campionatul European de Handbal Feminin din 2018.

## Sistemul calificărilor
Tragerea la sorți a grupelor de calificare la Campionatul European din 2018 s-a desfășurat în sala Comitetului Național Olimpic Francez din Paris, Franța, pe 21 aprilie 2017, la ora locală 12:30. Franța, ca țară gazdă, este calificată direct.
În afara Franței, alte 32 de echipe au fost înregistrate să participe și să concureze pentru 15 locuri la turneul final, în două faze distincte de calificări. Câștigătoarele grupelor din faza 1 vor avansa în faza a 2-a și se vor alătura celor 26 de echipe distribuite direct în această rundă. În faza a 2-a, cele 28 de selecționate vor fi împărțite în șapte grupe de câte patru echipe. Primele două formații din fiecare grupă se vor califica la turneul final. În plus, la turneul final se va califica și echipa de pe locul trei cel mai bine clasată din toate grupele Fazei a 2-a de calificare.
Tragerea la sorți a fost transmisă în direct pe pagina de Facebook a Campionatului European și pe canalul oficial YouTube al EHF.

## Faza de Calificări 1
În această fază au participat șase echipe naționale cel mai slab cotate conform coeficienților EHF. Ele au fost distribuite în două grupe de câte trei, iar meciurile din cele două grupe s-au disputat într-o întrecere de tip turneu, între 9–11 iunie 2017. Câștigătoarele celor două grupe au avansat în faza a 2-a.
Feroe și Kosovo au primit, prin tragere la sorți, dreptul de a organiza cele două grupe ale fazei 1 de calificări.
În urma rezultatelor obținute, Insulele Feroe și Kosovo au avansat în Faza de Calificări 2.

### Grupa A
Meciurile Grupei A s-au desfășurat în Sala Sporturilor OAKA „G. Kassimatis” din Amarousion.
| Echipa         | M | V | E | Î | GM | GP | G   | Pct |
| -------------- | - | - | - | - | -- | -- | --- | --- |
| Insulele Feroe | 2 | 2 | 0 | 0 | 45 | 41 | +4  | 4   |
| Grecia         | 2 | 1 | 0 | 1 | 53 | 45 | +8  | 2   |
| Finlanda       | 2 | 0 | 0 | 2 | 37 | 49 | −12 | 0   |

| 9 iunie 2017 19:00 | Grecia     | 29 - 20 | Finlanda          | OAKA „G. Kassimatis”, Amarousion Asistență: 700 Arbitri: Iliescu, Manea |
| 9 iunie 2017 19:00 | Tsakalou 7 | (16-11) | patru jucătoare 3 | OAKA „G. Kassimatis”, Amarousion Asistență: 700 Arbitri: Iliescu, Manea |
| 9 iunie 2017 19:00 | 4× 3×      | Cronica | 4× 3×             | OAKA „G. Kassimatis”, Amarousion Asistență: 700 Arbitri: Iliescu, Manea |

| 10 iunie 2017 19:00 | Insulele Feroe | 25 - 24 | Grecia     | OAKA „G. Kassimatis”, Amarousion Asistență: 800 Arbitri: Iliescu, Manea |
| 10 iunie 2017 19:00 | Brimnes 9      | (15-10) | Tsakalou 9 | OAKA „G. Kassimatis”, Amarousion Asistență: 800 Arbitri: Iliescu, Manea |
| 10 iunie 2017 19:00 | 6× 3×          | Cronica | 3×         | OAKA „G. Kassimatis”, Amarousion Asistență: 800 Arbitri: Iliescu, Manea |

| 11 iunie 2017 15:00 | Finlanda         | 17 - 20 | Insulele Feroe | OAKA „G. Kassimatis”, Amarousion Asistență: 300 Arbitri: Iliescu, Manea |
| 11 iunie 2017 15:00 | Hilli, Näräkkä 4 | (5-8)   | Brimnes 6      | OAKA „G. Kassimatis”, Amarousion Asistență: 300 Arbitri: Iliescu, Manea |
| 11 iunie 2017 15:00 | 1× 3×            | Cronica | 3× 2×          | OAKA „G. Kassimatis”, Amarousion Asistență: 300 Arbitri: Iliescu, Manea |

### Grupa B
Meciurile Grupei B s-au desfășurat în Pallati i Rinise dhe Sportit din Priștina și Palestra e Sporteve „Shani Nushi” din Gjakovë, Kosovo.
| Echipa    | M | V | E | Î | GM | GP | G   | Pct |
| --------- | - | - | - | - | -- | -- | --- | --- |
| Kosovo[a] | 2 | 2 | 0 | 0 | 62 | 44 | +18 | 4   |
| Israel    | 2 | 1 | 0 | 1 | 56 | 59 | −3  | 2   |
| Georgia   | 2 | 0 | 0 | 2 | 46 | 61 | −15 | 0   |

| 9 iunie 2017 18:00 | Georgia        | 27 - 31 | Israel       | Palestra e Sporteve „Shani Nushi”, Gjakovë Asistență: 150 Arbitri: Markovska, Vutov |
| 9 iunie 2017 18:00 | Kunelashvili 7 | (10-14) | Ben Itzhak 9 | Palestra e Sporteve „Shani Nushi”, Gjakovë Asistență: 150 Arbitri: Markovska, Vutov |
| 9 iunie 2017 18:00 | 5× 3×          | Cronica | 7× 3×        | Palestra e Sporteve „Shani Nushi”, Gjakovë Asistență: 150 Arbitri: Markovska, Vutov |

| 10 iunie 2017 18:00 | Kosovo   | 30 - 19 | Georgia                            | Pallati i Rinise dhe Sportit, Priștina Asistență: 650 Arbitri: Markovska, Vutov |
| 10 iunie 2017 18:00 | Demaj 11 | (16-7)  | Chokheli, Kunelashvili, Venetski 4 | Pallati i Rinise dhe Sportit, Priștina Asistență: 650 Arbitri: Markovska, Vutov |
| 10 iunie 2017 18:00 | 4× 3×    | Cronica | 4× 3× 1×                           | Pallati i Rinise dhe Sportit, Priștina Asistență: 650 Arbitri: Markovska, Vutov |

| 11 iunie 2017 18:00 | Israel   | 25 - 32 | Kosovo   | Pallati i Rinise dhe Sportit, Priștina Asistență: 700 Arbitri: Markovska, Vutov |
| 11 iunie 2017 18:00 | Vakrat 6 | Cronica | Demaj 16 | Pallati i Rinise dhe Sportit, Priștina Asistență: 700 Arbitri: Markovska, Vutov |
| 11 iunie 2017 18:00 | 6× 3× 1× |         | 4× 3×    | Pallati i Rinise dhe Sportit, Priștina Asistență: 700 Arbitri: Markovska, Vutov |

## Faza de Calificări 2
Pe 29 martie 2017, Federația Europeană de Handbal a anunțat distribuția echipelor în urnele valorice, conform coeficienților EHF. Tragerea la sorți a grupelor a avut loc în sala Comitetului Național Olimpic Francez din Paris, Franța, pe 21 aprilie 2017, de la ora locală 12:30.

### Distribuție
| Urna 1                                                                        | Urna a 2-a                                                      | Urna a 3-a                                                                     | Urna a 4-a |
| ----------------------------------------------------------------------------- | --------------------------------------------------------------- | ------------------------------------------------------------------------------ | --- |
| Norvegia · Țările de Jos · România · Danemarca · Suedia · Spania · Muntenegru | Rusia · Germania · Polonia · Ungaria · Serbia · Cehia · Croația | Slovacia · Slovenia · Ucraina · Austria · Belarus · Turcia · Macedonia de Nord | Italia · Islanda · Lituania · Portugalia · Elveția · Insulele Feroe (din FC1, Grupa A) · Kosovo (din FC1, Grupa B) |

### Legendă pentru modalitatea de calificare
|  | Echipe calificate la Turneul final                                          |
|  | Echipa cel mai bine clasată de pe locurile 3 s-a calificat la Turneul final |
|  | Echipe necalificate                                                         |

În urma tragerii la sorți de la Paris au rezultat următoarele grupe de calificare:

### Grupa 1
| Echipa   | M | V | E | Î | GM  | GP  | G   | Pct |
| -------- | - | - | - | - | --- | --- | --- | --- |
| Norvegia | 6 | 6 | 0 | 0 | 196 | 125 | +71 | 12  |
| Croația  | 6 | 3 | 0 | 3 | 167 | 160 | +7  | 6   |
| Elveția  | 6 | 2 | 0 | 4 | 117 | 171 | −54 | 4   |
| Ucraina  | 6 | 1 | 0 | 5 | 130 | 154 | −24 | 2   |

| 27 septembrie 2017 19:00 | Croația | 32 - 28 | Elveția   | Sportska dvorana Sutinska vrela, Zagreb Asistență: 250 Arbitri: Accoto Martins, Accoto Martins |
| 27 septembrie 2017 19:00 | Vidak 7 | (19-12) | Scherer 8 | Sportska dvorana Sutinska vrela, Zagreb Asistență: 250 Arbitri: Accoto Martins, Accoto Martins |
| 27 septembrie 2017 19:00 | 3×      | Cronica | 3× 2×     | Sportska dvorana Sutinska vrela, Zagreb Asistență: 250 Arbitri: Accoto Martins, Accoto Martins |

| 27 septembrie 2017 19:15 | Norvegia                   | 35 - 22 | Ucraina     | Stjørdalshallen, Stjørdal Asistență: 2.878 Arbitri: Šniurevičius, Grigalionis |
| 27 septembrie 2017 19:15 | Jacobsen, Skaar Brattset 8 | (19-13) | Borșcenko 5 | Stjørdalshallen, Stjørdal Asistență: 2.878 Arbitri: Šniurevičius, Grigalionis |
| 27 septembrie 2017 19:15 | 1× 2×                      | Cronica | 3×          | Stjørdalshallen, Stjørdal Asistență: 2.878 Arbitri: Šniurevičius, Grigalionis |

| 1 octombrie 2017 18:00 | Elveția           | 12 - 29 | Norvegia      | Stadhalle Kleinholz, Olten Asistență: 1.675 Arbitri: Marić, Mašić |
| 1 octombrie 2017 18:00 | cinci jucătoare 2 | (5-12)  | Kristiansen 5 | Stadhalle Kleinholz, Olten Asistență: 1.675 Arbitri: Marić, Mašić |
| 1 octombrie 2017 18:00 | 1× 3×             | Cronica | 2×            | Stadhalle Kleinholz, Olten Asistență: 1.675 Arbitri: Marić, Mašić |

| 1 octombrie 2017 19:00 | Ucraina    | 26 - 22 | Croația     | Sala de sport a Universității Economice, Sumî Asistență: 1.000 Arbitri: Florescu, Stoia |
| 1 octombrie 2017 19:00 | Volovnîk 8 | (16-11) | Mićijević 7 | Sala de sport a Universității Economice, Sumî Asistență: 1.000 Arbitri: Florescu, Stoia |
| 1 octombrie 2017 19:00 | 2× 3×      | Cronica | 3×          | Sala de sport a Universității Economice, Sumî Asistență: 1.000 Arbitri: Florescu, Stoia |

| 21 martie 2018 18:00 | Croația | 25 - 32 | Norvegia      | Dom Sportova Dvorana 2, Zagreb Asistență: 600 Arbitri: Alpaidze, Berezkina |
| 21 martie 2018 18:00 | Benko 8 | (10-18) | Kristiansen 9 | Dom Sportova Dvorana 2, Zagreb Asistență: 600 Arbitri: Alpaidze, Berezkina |
| 21 martie 2018 18:00 | 5× 2×   | Cronica | 2×            | Dom Sportova Dvorana 2, Zagreb Asistență: 600 Arbitri: Alpaidze, Berezkina |

| 21 martie 2018 20:00 | Elveția   | 21 - 15 | Ucraina   | GoEasy Arena, Würenlingen Asistență: 1.175 Arbitri: Doicinov, Gorețov |
| 21 martie 2018 20:00 | Weigelt 6 | (9-7)   | Snopova 5 | GoEasy Arena, Würenlingen Asistență: 1.175 Arbitri: Doicinov, Gorețov |
| 21 martie 2018 20:00 | 3× 2×     | Cronica | 5× 2×     | GoEasy Arena, Würenlingen Asistență: 1.175 Arbitri: Doicinov, Gorețov |

| 25 martie 2018 18:15 | Norvegia   | 33 - 27 | Croația   | Nadderud Arena, Bekkestua Asistență: 1.921 Arbitri: Pech, Vagvölgyi |
| 25 martie 2018 18:15 | Kurtović 7 | (13-12) | Posavec 5 | Nadderud Arena, Bekkestua Asistență: 1.921 Arbitri: Pech, Vagvölgyi |
| 25 martie 2018 18:15 | 5× 3×      | Cronica | 9× 3×     | Nadderud Arena, Bekkestua Asistență: 1.921 Arbitri: Pech, Vagvölgyi |

| 25 martie 2018 19:00 | Ucraina      | 21 - 22 | Elveția                  | Palatul Sporturilor, Kiev Asistență: 1.950 Arbitri: Bennani, Bennani |
| 25 martie 2018 19:00 | Borșcenko 10 | (9-9)   | Gautschi, Hodel, Murer 5 | Palatul Sporturilor, Kiev Asistență: 1.950 Arbitri: Bennani, Bennani |
| 25 martie 2018 19:00 | 1× 3×        | Cronica | 4× 3×                    | Palatul Sporturilor, Kiev Asistență: 1.950 Arbitri: Bennani, Bennani |

| 30 mai 2018 19:00 | Ucraina  | 21 - 26 | Norvegia                | Palatul Sporturilor, Kiev Asistență: 1.500 Arbitri: Brkić, Jusufhodžić |
| 30 mai 2018 19:00 | Glibko 7 | (8-10)  | Jacobsen, Kristiansen 5 | Palatul Sporturilor, Kiev Asistență: 1.500 Arbitri: Brkić, Jusufhodžić |
| 30 mai 2018 19:00 | 2× 3×    | Cronica | 2×                      | Palatul Sporturilor, Kiev Asistență: 1.500 Arbitri: Brkić, Jusufhodžić |

| 30 mai 2018 20:00 | Elveția   | 16 - 33 | Croația     | Stadthalle, Sursee Asistență: 1.725 Arbitri: Vranes, Wenninger |
| 30 mai 2018 20:00 | Weigelt 5 | (8-13)  | Mičijević 7 | Stadthalle, Sursee Asistență: 1.725 Arbitri: Vranes, Wenninger |
| 30 mai 2018 20:00 | 5× 2×     | Cronica | 6× 2× 1×    | Stadthalle, Sursee Asistență: 1.725 Arbitri: Vranes, Wenninger |

| 2 iunie 2018 18:00 | Croația | 28 - 25 | Ucraina  | Sportska dvorana „Borovo Naselje”, Vukovar Asistență: 900 Arbitri: Ben-Dan, Faran |
| 2 iunie 2018 18:00 | Benko 7 | (15-12) | Glibko 8 | Sportska dvorana „Borovo Naselje”, Vukovar Asistență: 900 Arbitri: Ben-Dan, Faran |
| 2 iunie 2018 18:00 | 6× 3×   | Cronica | 4× 3×    | Sportska dvorana „Borovo Naselje”, Vukovar Asistență: 900 Arbitri: Ben-Dan, Faran |

| 2 iunie 2018 19:15 | Norvegia  | 41 - 18 | Elveția   | Boligmappa Arena Larvik, Larvik Asistență: 2.325 Arbitri: Hatipoğlu, Şimşek |
| 2 iunie 2018 19:15 | Solberg 9 | (16-6)  | Weigelt 4 | Boligmappa Arena Larvik, Larvik Asistență: 2.325 Arbitri: Hatipoğlu, Şimşek |
| 2 iunie 2018 19:15 | 1× 3×     | Cronica | 2× 3×     | Boligmappa Arena Larvik, Larvik Asistență: 2.325 Arbitri: Hatipoğlu, Şimşek |

### Grupa a 2-a
| Echipa     | M | V | E | Î | GM  | GP  | G   | Pct |
| ---------- | - | - | - | - | --- | --- | --- | --- |
| Muntenegru | 6 | 6 | 0 | 0 | 161 | 128 | +33 | 12  |
| Polonia    | 6 | 4 | 0 | 2 | 171 | 138 | +33 | 8   |
| Slovacia   | 6 | 2 | 0 | 4 | 129 | 143 | −14 | 4   |
| Italia     | 6 | 0 | 0 | 6 | 113 | 165 | −52 | 0   |

| 27 septembrie 2017 19:00 | Polonia    | 40 - 13 | Italia    | Hala widowiskowo-sportowa RCS, Lubin Asistență: 1.900 Arbitri: Frieser, Kavulič |
| 27 septembrie 2017 19:00 | Lisewska 7 | (16-8)  | Rotondo 6 | Hala widowiskowo-sportowa RCS, Lubin Asistență: 1.900 Arbitri: Frieser, Kavulič |
| 27 septembrie 2017 19:00 | 1×         | Cronica | 3×        | Hala widowiskowo-sportowa RCS, Lubin Asistență: 1.900 Arbitri: Frieser, Kavulič |

| 28 septembrie 2017 18:00 | Muntenegru | 24 - 23 | Slovacia    | Sportska Dvorana Topolica, Bar Asistență: 2.100 Arbitri: Pandžić, Šatordžija |
| 28 septembrie 2017 18:00 | Jauković 8 | (14-12) | Rajnohová 4 | Sportska Dvorana Topolica, Bar Asistență: 2.100 Arbitri: Pandžić, Šatordžija |
| 28 septembrie 2017 18:00 | 6× 3×      | Cronica | 5× 3×       | Sportska Dvorana Topolica, Bar Asistență: 2.100 Arbitri: Pandžić, Šatordžija |

| 1 octombrie 2017 17:00 | Slovacia     | 20 - 29 | Polonia        | Mestská športová hala, Nitra Asistență: 1.000 Arbitri: Ilieva, Karbeska |
| 1 octombrie 2017 17:00 | Jakubisová 5 | (9-13)  | Kudłacz-Gloc 7 | Mestská športová hala, Nitra Asistență: 1.000 Arbitri: Ilieva, Karbeska |
| 1 octombrie 2017 17:00 | 3× 2×        | Cronica | 3× 2×          | Mestská športová hala, Nitra Asistență: 1.000 Arbitri: Ilieva, Karbeska |

| 1 octombrie 2017 17:30 | Italia   | 16 - 23 | Muntenegru | Palazzetto dello sport San Filippo, Brescia Asistență: 2.000 Arbitri: Smailagić, Smailagić |
| 1 octombrie 2017 17:30 | Landri 5 | (5-12)  | Ujkić 6    | Palazzetto dello sport San Filippo, Brescia Asistență: 2.000 Arbitri: Smailagić, Smailagić |
| 1 octombrie 2017 17:30 | 4× 3×    | Cronica | 5× 3×      | Palazzetto dello sport San Filippo, Brescia Asistență: 2.000 Arbitri: Smailagić, Smailagić |

| 21 martie 2018 17:45 | Polonia                  | 20 - 26 | Muntenegru | Hala Sportowo-Widowiskowa, Gdynia Asistență: 2.050 Arbitri: Năstase, Stancu |
| 21 martie 2018 17:45 | Kudłacz-Gloc, Lisewska 5 | (9-14)  | Raičević 8 | Hala Sportowo-Widowiskowa, Gdynia Asistență: 2.050 Arbitri: Năstase, Stancu |
| 21 martie 2018 17:45 | 3×                       | Cronica | 4× 2×      | Hala Sportowo-Widowiskowa, Gdynia Asistență: 2.050 Arbitri: Năstase, Stancu |

| 21 martie 2018 18:15 | Italia         | 20 - 21 | Slovacia             | Palagolfo, Follonica Asistență: 1.500 Arbitri: Luque, Pascual |
| 21 martie 2018 18:15 | Niederwieser 5 | (8-6)   | Holešová, Szarková 6 | Palagolfo, Follonica Asistență: 1.500 Arbitri: Luque, Pascual |
| 21 martie 2018 18:15 | 3× 2×          | Cronica | 3×                   | Palagolfo, Follonica Asistență: 1.500 Arbitri: Luque, Pascual |

| 24 martie 2018 15:00 | Slovacia   | 20 - 17 | Italia          | Mestská športová hala, Šaľa Asistență: 1.200 Arbitri: Barysas, Petrušis |
| 24 martie 2018 15:00 | Holešová 7 | (8-11)  | patru jucătoare | Mestská športová hala, Šaľa Asistență: 1.200 Arbitri: Barysas, Petrušis |
| 24 martie 2018 15:00 | 5× 2×      | Cronica | 7× 2×           | Mestská športová hala, Šaľa Asistență: 1.200 Arbitri: Barysas, Petrušis |

| 24 martie 2018 18:00 | Muntenegru   | 33 - 23 | Polonia           | Sportski Centar Ada, Pljevlja Asistență: 4.000 Arbitri: Horváth, Marton |
| 24 martie 2018 18:00 | Radičević 11 | (14-13) | Grzyb, Lisewska 6 | Sportski Centar Ada, Pljevlja Asistență: 4.000 Arbitri: Horváth, Marton |
| 24 martie 2018 18:00 | 5× 3×        | Cronica | 3× 1×             | Sportski Centar Ada, Pljevlja Asistență: 4.000 Arbitri: Horváth, Marton |

| 31 mai 2018 19:00 | Slovacia   | 24 - 27 | Muntenegru | Chemkostav Arena, Michalovce Asistență: 1.200 Arbitri: Martins, Martins |
| 31 mai 2018 19:00 | Szarková 6 | (10-11) | Raičević 8 | Chemkostav Arena, Michalovce Asistență: 1.200 Arbitri: Martins, Martins |
| 31 mai 2018 19:00 | 3×         | Cronica | 3×         | Chemkostav Arena, Michalovce Asistență: 1.200 Arbitri: Martins, Martins |

| 31 mai 2018 20:30 | Italia         | 25 - 33 | Polonia        | Palazzetto dello Sport „Corrado Roma”, Montesilvano Asistență: 1.200 Arbitri: Cindrić, Gonzurek |
| 31 mai 2018 20:30 | Niederwieser 7 | (8-16)  | Kudłacz-Gloc 9 | Palazzetto dello Sport „Corrado Roma”, Montesilvano Asistență: 1.200 Arbitri: Cindrić, Gonzurek |
| 31 mai 2018 20:30 | 3×             | Cronica | 3× 2×          | Palazzetto dello Sport „Corrado Roma”, Montesilvano Asistență: 1.200 Arbitri: Cindrić, Gonzurek |

| 2 iunie 2018 17:30 | Muntenegru | 28 - 22 | Italia              | Verde Complex, Podgorica Asistență: 1.350 Arbitri: Christidi, Papamattheou |
| 2 iunie 2018 17:30 | Ujkić 5    | (16-8)  | Del Balzo, Landri 4 | Verde Complex, Podgorica Asistență: 1.350 Arbitri: Christidi, Papamattheou |
| 2 iunie 2018 17:30 | 2× 1×      | Cronica | 2× 3×               | Verde Complex, Podgorica Asistență: 1.350 Arbitri: Christidi, Papamattheou |

| 3 iunie 2018 18:30 | Polonia  | 26 - 21 | Slovacia    | Hala Widowiskowo Sportowa, Koszalin Asistență: 2.500 Arbitri: Gasmi, Gasmi |
| 3 iunie 2018 18:30 | Drabik 6 | (12-7)  | Rajnohová 6 | Hala Widowiskowo Sportowa, Koszalin Asistență: 2.500 Arbitri: Gasmi, Gasmi |
| 3 iunie 2018 18:30 | 5× 3×    | Cronica | 5× 2×       | Hala Widowiskowo Sportowa, Koszalin Asistență: 2.500 Arbitri: Gasmi, Gasmi |

### Grupa a 3-a
| Echipa            | M | V | E | Î | GM  | GP  | G   | Pct |
| ----------------- | - | - | - | - | --- | --- | --- | --- |
| Serbia            | 6 | 5 | 0 | 1 | 197 | 148 | +49 | 10  |
| Suedia            | 6 | 5 | 0 | 1 | 189 | 134 | +55 | 10  |
| Macedonia de Nord | 6 | 2 | 0 | 4 | 153 | 177 | −24 | 4   |
| Insulele Feroe    | 6 | 0 | 0 | 6 | 104 | 184 | −80 | 0   |

| 28 septembrie 2017 19:00 | Serbia         | 36 - 20 | Insulele Feroe      | Centrul sportiv, Petrovac na Mlavi Asistență: 1.600 Arbitri: Jović, Arnautović |
| 28 septembrie 2017 19:00 | Krpež Slezak 7 | (16-9)  | Brimnes, Johansen 5 | Centrul sportiv, Petrovac na Mlavi Asistență: 1.600 Arbitri: Jović, Arnautović |
| 28 septembrie 2017 19:00 | 2×             | Cronica | 3×                  | Centrul sportiv, Petrovac na Mlavi Asistență: 1.600 Arbitri: Jović, Arnautović |

| 28 septembrie 2017 19:30 | Suedia   | 38 - 26 | Macedonia de Nord | Sparbanken Skåne Arena, Lund Asistență: 2.300 Arbitri: Kijauskaitė, Žalienė |
| 28 septembrie 2017 19:30 | Hagman 8 | (18-13) | Gjeorgjievska 9   | Sparbanken Skåne Arena, Lund Asistență: 2.300 Arbitri: Kijauskaitė, Žalienė |
| 28 septembrie 2017 19:30 | 2×       | Cronica | 3× 2× 1×          | Sparbanken Skåne Arena, Lund Asistență: 2.300 Arbitri: Kijauskaitė, Žalienė |

| 1 octombrie 2017 19:00 | Insulele Feroe | 15 - 33 | Suedia    | Høllin á Hálsi, Tórshavn Asistență: 411 Arbitri: Christidi, Papamattheou |
| 1 octombrie 2017 19:00 | Brimnes 4      | (10-19) | Gulldén 6 | Høllin á Hálsi, Tórshavn Asistență: 411 Arbitri: Christidi, Papamattheou |
| 1 octombrie 2017 19:00 | 2× 3×          | Cronica | 2×        | Høllin á Hálsi, Tórshavn Asistență: 411 Arbitri: Christidi, Papamattheou |

| 1 octombrie 2017 20:00 | Macedonia de Nord       | 27 - 33 | Serbia         | SRC Kale, Skopje Asistență: 700 Arbitri: Lončar, Lončar |
| 1 octombrie 2017 20:00 | Gakidova, Keramicieva 6 | (15-14) | Krpež Slezak 9 | SRC Kale, Skopje Asistență: 700 Arbitri: Lončar, Lončar |
| 1 octombrie 2017 20:00 | 3× 2×                   | Cronica | 2× 1×          | SRC Kale, Skopje Asistență: 700 Arbitri: Lončar, Lončar |

| 21 martie 2018 18:00 | Serbia         | 30 - 23 | Suedia   | Sportski Centar Čair, Niš Asistență: 2.500 Arbitri: Andorka, Hucker |
| 21 martie 2018 18:00 | Krpež Slezak 8 | (9-15)  | Hagman 5 | Sportski Centar Čair, Niš Asistență: 2.500 Arbitri: Andorka, Hucker |
| 21 martie 2018 18:00 | 1× 3×          | Cronica | 2×       | Sportski Centar Čair, Niš Asistență: 2.500 Arbitri: Andorka, Hucker |

| 21 martie 2018 19:00 | Insulele Feroe | 15 - 22 | Macedonia de Nord | Høllin á Hálsi, Tórshavn Asistență: 415 Arbitri: Hájek, Macho |
| 21 martie 2018 19:00 | Samuelsen 5    | (7-7)   | Ristovska 8       | Høllin á Hálsi, Tórshavn Asistență: 415 Arbitri: Hájek, Macho |
| 21 martie 2018 19:00 | 2×             | Cronica | 2× 3×             | Høllin á Hálsi, Tórshavn Asistență: 415 Arbitri: Hájek, Macho |

| 24 martie 2018 16:00 | Suedia   | 31 - 30 | Serbia          | Arena Skövde, Skövde Asistență: 2.310 Arbitri: Baumgart, Wild |
| 24 martie 2018 16:00 | Hagman 8 | (16-13) | Krpež Slezak 11 | Arena Skövde, Skövde Asistență: 2.310 Arbitri: Baumgart, Wild |
| 24 martie 2018 16:00 | 2× 3×    | Cronica | 5× 3×           | Arena Skövde, Skövde Asistență: 2.310 Arbitri: Baumgart, Wild |

| 25 martie 2018 19:00 | Macedonia de Nord | 28 - 24 | Insulele Feroe               | SRC Kale, Skopje Asistență: 700 Arbitri: Di Domenico, Fornasier |
| 25 martie 2018 19:00 | Sazdovska 7       | (14-8)  | Jojic, Djurhuus, Henneberg 5 | SRC Kale, Skopje Asistență: 700 Arbitri: Di Domenico, Fornasier |
| 25 martie 2018 19:00 | 3×                | Cronica | 7× 3×                        | SRC Kale, Skopje Asistență: 700 Arbitri: Di Domenico, Fornasier |

| 30 mai 2018 19:00 | Macedonia de Nord    | 20 - 32 | Suedia    | SRC Kale, Skopje Asistență: 600 Arbitri: Hofer, Schmidhuber |
| 30 mai 2018 19:00 | Janeska, Ristovska 5 | (7-16)  | Roberts 7 | SRC Kale, Skopje Asistență: 600 Arbitri: Hofer, Schmidhuber |
| 30 mai 2018 19:00 | 4× 2×                | Cronica | 3× 2×     | SRC Kale, Skopje Asistență: 600 Arbitri: Hofer, Schmidhuber |

| 30 mai 2018 19:00 | Insulele Feroe | 17 - 33 | Serbia                    | Høllin á Hálsi, Tórshavn Asistență: 250 Arbitri: Hermann, Madsen |
| 30 mai 2018 19:00 | Hansen 4       | (11-17) | Krpež Slezak, Pop-Lazić 6 | Høllin á Hálsi, Tórshavn Asistență: 250 Arbitri: Hermann, Madsen |
| 30 mai 2018 19:00 | 1× 3×          | Cronica | 2× 3×                     | Høllin á Hálsi, Tórshavn Asistență: 250 Arbitri: Hermann, Madsen |

| 2 iunie 2018 16:00 | Suedia                           | 32 - 13 | Insulele Feroe | Idrottshuset, Örebro Asistență: 1.574 Arbitri: Sa, Sa |
| 2 iunie 2018 16:00 | Mellegård, Tollbring, Westberg 4 | (17-4)  | Eystberg 6     | Idrottshuset, Örebro Asistență: 1.574 Arbitri: Sa, Sa |
| 2 iunie 2018 16:00 | 2×                               | Cronica | 6× 1×          | Idrottshuset, Örebro Asistență: 1.574 Arbitri: Sa, Sa |

| 3 iunie 2018 18:00 | Serbia                    | 35 - 30 | Macedonia de Nord | Sportski Centar Čair, Niš Asistență: 1.000 Arbitri: Doicinov, Gorețov |
| 3 iunie 2018 18:00 | Krpež Slezak, Obradović 6 | (16-13) | Gjeorgjievska 9   | Sportski Centar Čair, Niš Asistență: 1.000 Arbitri: Doicinov, Gorețov |
| 3 iunie 2018 18:00 | 2× 1×                     | Cronica | 3× 1×             | Sportski Centar Čair, Niš Asistență: 1.000 Arbitri: Doicinov, Gorețov |

### Grupa a 4-a
| Echipa     | M | V | E | Î | GM  | GP  | G   | Pct |
| ---------- | - | - | - | - | --- | --- | --- | --- |
| România    | 6 | 5 | 0 | 1 | 179 | 149 | +30 | 10  |
| Rusia      | 6 | 4 | 0 | 2 | 168 | 152 | +16 | 8   |
| Austria    | 6 | 3 | 0 | 3 | 163 | 169 | −6  | 6   |
| Portugalia | 6 | 0 | 0 | 6 | 147 | 187 | −40 | 0   |

| 27 septembrie 2017 19:00 | România           | 36 - 25 | Austria | Sala Sporturilor Traian, Râmnicu Vâlcea Asistență: 2.700 Arbitri: Álvarez Mata, Bustamante López |
| 27 septembrie 2017 19:00 | patru jucătoare 5 | (18-11) | Frey 8  | Sala Sporturilor Traian, Râmnicu Vâlcea Asistență: 2.700 Arbitri: Álvarez Mata, Bustamante López |
| 27 septembrie 2017 19:00 | 5× 2×             | Cronica | 3× 2×   | Sala Sporturilor Traian, Râmnicu Vâlcea Asistență: 2.700 Arbitri: Álvarez Mata, Bustamante López |

| 28 septembrie 2017 18:30 | Rusia               | 32 - 25 | Portugalia                | Palatul Sporturilor „Dinamo” Krîlațkoie, Moscova Asistență: 2.000 Arbitri: Praštalo, Todorović |
| 28 septembrie 2017 18:30 | Kocetova, Makeeva 6 | (13-14) | Correia Tavares, Soares 5 | Palatul Sporturilor „Dinamo” Krîlațkoie, Moscova Asistență: 2.000 Arbitri: Praštalo, Todorović |
| 28 septembrie 2017 18:30 | 2× 3×               | Cronica | 4× 3×                     | Palatul Sporturilor „Dinamo” Krîlațkoie, Moscova Asistență: 2.000 Arbitri: Praštalo, Todorović |

| 30 septembrie 2017 19:00 | Austria | 27 - 25 | Rusia      | BSFZ Südstadt, Maria Enzersdorf Asistență: 950 Arbitri: Lidacka, Lesiak |
| 30 septembrie 2017 19:00 | Frey 7  | (13-16) | Kocetova 5 | BSFZ Südstadt, Maria Enzersdorf Asistență: 950 Arbitri: Lidacka, Lesiak |
| 30 septembrie 2017 19:00 | 5× 3×   | Cronica | 2× 1×      | BSFZ Südstadt, Maria Enzersdorf Asistență: 950 Arbitri: Lidacka, Lesiak |

| 1 octombrie 2017 17:00 | Portugalia               | 16 - 32 | România      | Pavilhão Municipal, Luso Asistență: 1.200 Arbitri: Antić, Jakovljević |
| 1 octombrie 2017 17:00 | Ferreira Lopes, Soares 4 | (5-16)  | Udriștioiu 7 | Pavilhão Municipal, Luso Asistență: 1.200 Arbitri: Antić, Jakovljević |
| 1 octombrie 2017 17:00 | 4× 2× 1×                 | Cronica | 3× 2×        | Pavilhão Municipal, Luso Asistență: 1.200 Arbitri: Antić, Jakovljević |

| 21 martie 2018 19:30 | Rusia        | 30 - 25 | România | Lada Arena, Togliatti Asistență: 5.100 Arbitri: Chaskis, Tsakonas |
| 21 martie 2018 19:30 | Dmitrieva 10 | (17-15) | Neagu 9 | Lada Arena, Togliatti Asistență: 5.100 Arbitri: Chaskis, Tsakonas |
| 21 martie 2018 19:30 | 5× 3×        | Cronica | 3×      | Lada Arena, Togliatti Asistență: 5.100 Arbitri: Chaskis, Tsakonas |

| 22 martie 2018 20:30 | Portugalia   | 30 - 32 | Austria        | Pavilhão Municipal, Tondela Asistență: 950 Arbitri: Mitrović, Vešović |
| 22 martie 2018 20:30 | Rodrigues 10 | (11-17) | Scheffknecht 9 | Pavilhão Municipal, Tondela Asistență: 950 Arbitri: Mitrović, Vešović |
| 22 martie 2018 20:30 | 4× 2×        | Cronica | 5× 3×          | Pavilhão Municipal, Tondela Asistență: 950 Arbitri: Mitrović, Vešović |

| 24 martie 2018 20:25 | Austria        | 29 - 24 | Portugalia | Handballarena Rieden-Vorkloster, Bregenz Asistență: 1.400 Arbitri: Mandák, Rudinský |
| 24 martie 2018 20:25 | Scheffknecht 6 | (16-11) | Soares 7   | Handballarena Rieden-Vorkloster, Bregenz Asistență: 1.400 Arbitri: Mandák, Rudinský |
| 24 martie 2018 20:25 | 8× 3×          | Cronica | 5× 3×      | Handballarena Rieden-Vorkloster, Bregenz Asistență: 1.400 Arbitri: Mandák, Rudinský |

| 25 martie 2018 18:30 | România    | 26 - 25 | Rusia                 | Sala Polivalentă, Cluj-Napoca Asistență: 8.000 Arbitri: Christiansen, Hansen |
| 25 martie 2018 18:30 | Buceschi 6 | (15-12) | Kuznețova, Vedehina 5 | Sala Polivalentă, Cluj-Napoca Asistență: 8.000 Arbitri: Christiansen, Hansen |
| 25 martie 2018 18:30 | 2× 1×      | Cronica | 2×                    | Sala Polivalentă, Cluj-Napoca Asistență: 8.000 Arbitri: Christiansen, Hansen |

| 31 mai 2018 17:00 | Portugalia               | 24 - 30 | Rusia        | Pavilhão Multiusos de Sines, Sines Asistență: 1.000 Arbitri: Herczeg, Südi |
| 31 mai 2018 17:00 | Ferreira Lopes, Soares 5 | (14-15) | Viahireva 11 | Pavilhão Multiusos de Sines, Sines Asistență: 1.000 Arbitri: Herczeg, Südi |
| 31 mai 2018 17:00 | 2× 3× 1×                 | Cronica | 2× 3×        | Pavilhão Multiusos de Sines, Sines Asistență: 1.000 Arbitri: Herczeg, Südi |

| 31 mai 2018 20:25 | Austria        | 25 - 28 | România    | Olympiaworld, Innsbruck Asistență: 1.500 Arbitri: Pech, Vágvölgyi |
| 31 mai 2018 20:25 | Scheffknecht 9 | (11-13) | Buceschi 8 | Olympiaworld, Innsbruck Asistență: 1.500 Arbitri: Pech, Vágvölgyi |
| 31 mai 2018 20:25 | 5× 2×          | Cronica | 4× 3× 1×   | Olympiaworld, Innsbruck Asistență: 1.500 Arbitri: Pech, Vágvölgyi |

| 3 iunie 2018 15:00 | Rusia        | 26 - 25 | Austria   | Complexul sportiv „Zvezdnîi”, Astrahan Asistență: 6.000 Arbitri: Marić, Mašić |
| 3 iunie 2018 15:00 | Viahireva 12 | (16-13) | Kovacs 10 | Complexul sportiv „Zvezdnîi”, Astrahan Asistență: 6.000 Arbitri: Marić, Mašić |
| 3 iunie 2018 15:00 | 1× 3×        | Cronica | 5× 3×     | Complexul sportiv „Zvezdnîi”, Astrahan Asistență: 6.000 Arbitri: Marić, Mašić |

| 3 iunie 2018 18:30 | România     | 32 - 28 | Portugalia | Sala Sporturilor „Romeo Iamandi”, Buzău Asistență: 2.000 Arbitri: Duplîi, Kaverina |
| 3 iunie 2018 18:30 | Buceschi 10 | (19-13) | Soares 6   | Sala Sporturilor „Romeo Iamandi”, Buzău Asistență: 2.000 Arbitri: Duplîi, Kaverina |
| 3 iunie 2018 18:30 | 3× 2×       | Cronica | 3×         | Sala Sporturilor „Romeo Iamandi”, Buzău Asistență: 2.000 Arbitri: Duplîi, Kaverina |

### Grupa a 5-a
| Echipa    | M | V | E | Î | GM  | GP  | G   | Pct |
| --------- | - | - | - | - | --- | --- | --- | --- |
| Danemarca | 6 | 6 | 0 | 0 | 153 | 117 | +36 | 12  |
| Cehia     | 6 | 2 | 2 | 2 | 155 | 152 | +3  | 6   |
| Slovenia  | 6 | 1 | 3 | 2 | 161 | 159 | +2  | 5   |
| Islanda   | 6 | 0 | 1 | 5 | 126 | 167 | −41 | 1   |

| 27 septembrie 2017 21:10 | Cehia      | 30 - 23 | Islanda         | EURONICS, Zlín Asistență: 900 Arbitri: Năstase, Stancu |
| 27 septembrie 2017 21:10 | Hrbková 10 | (15-11) | Haraldsdóttir 6 | EURONICS, Zlín Asistență: 900 Arbitri: Năstase, Stancu |
| 27 septembrie 2017 21:10 | 2×         | Cronica | 5× 2×           | EURONICS, Zlín Asistență: 900 Arbitri: Năstase, Stancu |

| 27 septembrie 2017 22:00 | Danemarca  | 28 - 22 | Slovenia | Farum Arena, Farum Asistență: 2.225 Arbitri: Herczeg, Südi |
| 27 septembrie 2017 22:00 | Heindahl 8 | (12-11) | Stanko 6 | Farum Arena, Farum Asistență: 2.225 Arbitri: Herczeg, Südi |
| 27 septembrie 2017 22:00 | 3× 2×      | Cronica | 3×       | Farum Arena, Farum Asistență: 2.225 Arbitri: Herczeg, Südi |

| 1 octombrie 2017 18:00 | Islanda                | 14 - 29 | Danemarca  | Laugardalshöll, Reykjavík Asistență: 653 Arbitri: Merz, Schilha |
| 1 octombrie 2017 18:00 | Pálsdóttir, Thompson 3 | (4-13)  | Tranborg 8 | Laugardalshöll, Reykjavík Asistență: 653 Arbitri: Merz, Schilha |
| 1 octombrie 2017 18:00 | 2× 3×                  | Cronica | 5× 3×      | Laugardalshöll, Reykjavík Asistență: 653 Arbitri: Merz, Schilha |

| 1 octombrie 2017 19:00 | Slovenia  | 28 - 28 | Cehia      | Dvorana Zlatorog, Celje Asistență: 500 Arbitri: Chaskis, Tsakonas |
| 1 octombrie 2017 19:00 | Stanko 11 | (15-14) | Luzumová 7 | Dvorana Zlatorog, Celje Asistență: 500 Arbitri: Chaskis, Tsakonas |
| 1 octombrie 2017 19:00 | 5× 3×     | Cronica | 4× 3×      | Dvorana Zlatorog, Celje Asistență: 500 Arbitri: Chaskis, Tsakonas |

| 21 martie 2018 17:00 | Cehia                         | 21 - 26 | Danemarca   | Městská sportovní hala TJ Lokomotiva, Plzeň Asistență: 850 Arbitri: Covalciuc, Covalciuc |
| 21 martie 2018 17:00 | Adámková, Hrbková, Luzumová 5 | (14-15) | Jørgensen 6 | Městská sportovní hala TJ Lokomotiva, Plzeň Asistență: 850 Arbitri: Covalciuc, Covalciuc |
| 21 martie 2018 17:00 | 2×                            | Cronica | 6× 3× 1×    | Městská sportovní hala TJ Lokomotiva, Plzeň Asistență: 850 Arbitri: Covalciuc, Covalciuc |

| 21 martie 2018 19:30 | Islanda         | 30 - 30 | Slovenia | Laugardalshöll, Reykjavik Asistență: 750 Arbitri: Vranes, Wenninger |
| 21 martie 2018 19:30 | Örvarsdóttir 10 | (16-17) | Gros 7   | Laugardalshöll, Reykjavik Asistență: 750 Arbitri: Vranes, Wenninger |
| 21 martie 2018 19:30 | 5× 2×           | Cronica | 3× 2×    | Laugardalshöll, Reykjavik Asistență: 750 Arbitri: Vranes, Wenninger |

| 24 martie 2018 16:10 | Danemarca   | 21 - 20 | Cehia      | Ceres Park & Arena, Aarhus Asistență: 3.872 Arbitri: Marić, Mašić |
| 24 martie 2018 16:10 | Jørgensen 4 | (13-9)  | Luzumová 6 | Ceres Park & Arena, Aarhus Asistență: 3.872 Arbitri: Marić, Mašić |
| 24 martie 2018 16:10 | 3×          | Cronica | 2× 3×      | Ceres Park & Arena, Aarhus Asistență: 3.872 Arbitri: Marić, Mašić |

| 25 martie 2018 17:00 | Slovenia | 28 - 18 | Islanda         | Sportna Dvorana Golovec, Celje Asistență: 1.200 Arbitri: Alperan, Scevola |
| 25 martie 2018 17:00 | Gros 7   | (15-10) | Haraldsdóttir 4 | Sportna Dvorana Golovec, Celje Asistență: 1.200 Arbitri: Alperan, Scevola |
| 25 martie 2018 17:00 | 5× 3×    | Cronica | 4× 3×           | Sportna Dvorana Golovec, Celje Asistență: 1.200 Arbitri: Alperan, Scevola |

| 30 mai 2018 18:00 | Slovenia | 23 - 25 | Danemarca        | Sportna Dvorana Golovec, Celje Asistență: 1.550 Arbitri: Mandák, Rudinský |
| 30 mai 2018 18:00 | Gros 12  | (12-14) | Hansen, Woller 5 | Sportna Dvorana Golovec, Celje Asistență: 1.550 Arbitri: Mandák, Rudinský |
| 30 mai 2018 18:00 | 3×       | Cronica | 6× 2×            | Sportna Dvorana Golovec, Celje Asistență: 1.550 Arbitri: Mandák, Rudinský |

| 30 mai 2018 19:30 | Islanda       | 24 - 26 | Cehia      | Laugardalshöll, Reykjavik Asistență: 550 Arbitri: Brehmer, Skowronek |
| 30 mai 2018 19:30 | Knútsdóttir 7 | (9-14)  | Luzumová 8 | Laugardalshöll, Reykjavik Asistență: 550 Arbitri: Brehmer, Skowronek |
| 30 mai 2018 19:30 | 3×            | Cronica | 1× 2×      | Laugardalshöll, Reykjavik Asistență: 550 Arbitri: Brehmer, Skowronek |

| 2 iunie 2018 16:10 | Danemarca                   | 24 - 17 | Islanda      | Forum, Horsens Asistență: 2.089 Arbitri: Bennani, Bennani |
| 2 iunie 2018 16:10 | Hansen, Nielsen, Tranborg 4 | (12-6)  | Pálsdóttir 4 | Forum, Horsens Asistență: 2.089 Arbitri: Bennani, Bennani |
| 2 iunie 2018 16:10 | 5× 3×                       | Cronica | 1× 3×        | Forum, Horsens Asistență: 2.089 Arbitri: Bennani, Bennani |

| 3 iunie 2018 19:00 | Cehia      | 30 - 30 | Slovenia              | Sportovní hala Baník Most, Most Asistență: 1.100 Arbitri: Alpaidze, Berezkina |
| 3 iunie 2018 19:00 | Luzumová 9 | (17-12) | Gros, Stanko, Zulič 6 | Sportovní hala Baník Most, Most Asistență: 1.100 Arbitri: Alpaidze, Berezkina |
| 3 iunie 2018 19:00 | 3× 2×      | Cronica | 4× 3×                 | Sportovní hala Baník Most, Most Asistență: 1.100 Arbitri: Alpaidze, Berezkina |

### Grupa a 6-a
| Echipa   | M | V | E | Î | GM  | GP  | G   | Pct |
| -------- | - | - | - | - | --- | --- | --- | --- |
| Spania   | 6 | 5 | 0 | 1 | 161 | 123 | +38 | 10  |
| Germania | 6 | 4 | 1 | 1 | 177 | 121 | +56 | 9   |
| Turcia   | 6 | 1 | 1 | 4 | 118 | 173 | −55 | 3   |
| Lituania | 6 | 0 | 2 | 4 | 117 | 156 | −39 | 2   |

| 27 septembrie 2017 21:00 | Spania              | 35 - 16 | Turcia     | Pabellón Javier Imbroda Ortiz, Melilla Asistență: 1.800 Arbitri: Bounouara, Sami |
| 27 septembrie 2017 21:00 | Martín Berenguer 12 | (18-7)  | Adıyaman 5 | Pabellón Javier Imbroda Ortiz, Melilla Asistență: 1.800 Arbitri: Bounouara, Sami |
| 27 septembrie 2017 21:00 | 2× 3×               | Cronica | 3×         | Pabellón Javier Imbroda Ortiz, Melilla Asistență: 1.800 Arbitri: Bounouara, Sami |

| 27 septembrie 2017 21:00 | Germania | 26 - 26 | Lituania  | EWE Arena, Oldenburg Asistență: 2.154 Arbitri: Sigurjónsson, Pétursson |
| 27 septembrie 2017 21:00 | Bölk 6   | (11-14) | Gedroit 9 | EWE Arena, Oldenburg Asistență: 2.154 Arbitri: Sigurjónsson, Pétursson |
| 27 septembrie 2017 21:00 | 5× 3×    | Cronica | 5× 3×     | EWE Arena, Oldenburg Asistență: 2.154 Arbitri: Sigurjónsson, Pétursson |

| 1 octombrie 2017 17:00 | Turcia  | 16 - 30 | Germania | Amasya Spor Salonu, Amasya Asistență: 2.500 Arbitri: Vujačić, Kažanegra |
| 1 octombrie 2017 17:00 | İskit 6 | (11-14) | Huber 6  | Amasya Spor Salonu, Amasya Asistență: 2.500 Arbitri: Vujačić, Kažanegra |
| 1 octombrie 2017 17:00 | 6× 3×   | Cronica | 4× 3×    | Amasya Spor Salonu, Amasya Asistență: 2.500 Arbitri: Vujačić, Kažanegra |

| 1 octombrie 2017 19:00 | Lituania       | 17 - 24 | Spania           | Alytaus Arena, Alytus Asistență: 650 Arbitri: Alpaidze, Berezkina |
| 1 octombrie 2017 19:00 | Ivanauskaitė 9 | (9-9)   | Cabral Barbosa 8 | Alytaus Arena, Alytus Asistență: 650 Arbitri: Alpaidze, Berezkina |
| 1 octombrie 2017 19:00 | 2× 3×          | Cronica | 2× 3×            | Alytaus Arena, Alytus Asistență: 650 Arbitri: Alpaidze, Berezkina |

| 21 martie 2018 19:00 | Germania | 33 - 24 | Spania           | SCHARRena, Stuttgart Asistență: 1.735 Arbitri: Florescu, Stoia |
| 21 martie 2018 19:00 | Smits 5  | (16-13) | Cabral Barbosa 6 | SCHARRena, Stuttgart Asistență: 1.735 Arbitri: Florescu, Stoia |
| 21 martie 2018 19:00 | 4× 3×    | Cronica | 3×               | SCHARRena, Stuttgart Asistență: 1.735 Arbitri: Florescu, Stoia |

| 22 martie 2018 19:00 | Lituania       | 22 - 22 | Turcia | Žalgirio arena, Kaunas Asistență: 1.450 Arbitri: Buache, Meyer |
| 22 martie 2018 19:00 | Ivanauskaitė 6 | (9-12)  | Özel 7 | Žalgirio arena, Kaunas Asistență: 1.450 Arbitri: Buache, Meyer |
| 22 martie 2018 19:00 | 3×             | Cronica | 5× 2×  | Žalgirio arena, Kaunas Asistență: 1.450 Arbitri: Buache, Meyer |

| 24 martie 2018 20:00 | Spania           | 27 - 23 | Germania  | Polideportivo Municipal J.A. Gasca, San Sebastián Asistență: 2.448 Arbitri: Brehmer, Skowronek |
| 24 martie 2018 20:00 | Cabral Barbosa 7 | (12-9)  | Schulze 5 | Polideportivo Municipal J.A. Gasca, San Sebastián Asistență: 2.448 Arbitri: Brehmer, Skowronek |
| 24 martie 2018 20:00 | 3×               | Cronica | 3×        | Polideportivo Municipal J.A. Gasca, San Sebastián Asistență: 2.448 Arbitri: Brehmer, Skowronek |

| 25 martie 2018 17:30 | Turcia   | 30 - 24 | Lituania                | Hasan Dağı Spor Salonu, Aksaray Asistență: 2.400 Arbitri: Manea, Iliescu |
| 25 martie 2018 17:30 | İskit 9  | (15-10) | Gedroit, Ivanauskaitė 8 | Hasan Dağı Spor Salonu, Aksaray Asistență: 2.400 Arbitri: Manea, Iliescu |
| 25 martie 2018 17:30 | 8× 3× 1× | Cronica | 3× 2×                   | Hasan Dağı Spor Salonu, Aksaray Asistență: 2.400 Arbitri: Manea, Iliescu |

| 30 mai 2018 17:00 | Turcia  | 17 - 22 | Spania     | Amasya Spor Salonu, Amasya Asistență: 2.500 Arbitri: Ilieva, Karbeska |
| 30 mai 2018 17:00 | İskit 8 | (9-9)   | González 7 | Amasya Spor Salonu, Amasya Asistență: 2.500 Arbitri: Ilieva, Karbeska |
| 30 mai 2018 17:00 | 2×      | Cronica | 2× 3×      | Amasya Spor Salonu, Amasya Asistență: 2.500 Arbitri: Ilieva, Karbeska |

| 31 mai 2018 19:00 | Lituania      | 11 - 25 | Germania  | Alytaus arena, Alytus Asistență: 350 Arbitri: Konjičanin, Konjičanin |
| 31 mai 2018 19:00 | Šidlauskytė 3 | (6-10)  | Loerper 5 | Alytaus arena, Alytus Asistență: 350 Arbitri: Konjičanin, Konjičanin |
| 31 mai 2018 19:00 | 3× 2×         | Cronica | 6× 3×     | Alytaus arena, Alytus Asistență: 350 Arbitri: Konjičanin, Konjičanin |

| 2 iunie 2018 16:00 | Germania | 40 - 17 | Turcia  | SCHWALBE Arena, Gummersbach Asistență: 1.424 Arbitri: Lesiak, Lidacka |
| 2 iunie 2018 16:00 | Stolle 6 | (20-10) | İskit 4 | SCHWALBE Arena, Gummersbach Asistență: 1.424 Arbitri: Lesiak, Lidacka |
| 2 iunie 2018 16:00 | 2× 3×    | Cronica | 4× 3×   | SCHWALBE Arena, Gummersbach Asistență: 1.424 Arbitri: Lesiak, Lidacka |

| 2 iunie 2018 18:00 | Spania       | 29 - 17 | Lituania    | Quijote Arena, Ciudad Real Asistență: 4.000 Arbitri: Antić, Jakovljević |
| 2 iunie 2018 18:00 | Etxeberria 5 | (15-7)  | Kniubaitė 6 | Quijote Arena, Ciudad Real Asistență: 4.000 Arbitri: Antić, Jakovljević |
| 2 iunie 2018 18:00 | 3×           | Cronica | 3×          | Quijote Arena, Ciudad Real Asistență: 4.000 Arbitri: Antić, Jakovljević |

### Grupa a 7-a
| Echipa        | M | V | E | Î | GM  | GP  | G    | Pct |
| ------------- | - | - | - | - | --- | --- | ---- | --- |
| Ungaria       | 6 | 5 | 0 | 1 | 170 | 108 | +62  | 10  |
| Țările de Jos | 6 | 5 | 0 | 1 | 185 | 118 | +67  | 10  |
| Belarus       | 6 | 2 | 0 | 4 | 161 | 157 | +4   | 4   |
| Kosovo        | 6 | 0 | 0 | 6 | 95  | 228 | −133 | 0   |

| 27 septembrie 2017 19:00 | Ungaria         | 37 - 12 | Kosovo          | Elek Gyula Aréna, Budapesta Asistență: 1.100 Arbitri: Backović, Palačković |
| 27 septembrie 2017 19:00 | Bódi, Görbicz 6 | (18-5)  | Aliu, Rexhepi 4 | Elek Gyula Aréna, Budapesta Asistență: 1.100 Arbitri: Backović, Palačković |
| 27 septembrie 2017 19:00 | 1× 2×           | Cronica | 2×              | Elek Gyula Aréna, Budapesta Asistență: 1.100 Arbitri: Backović, Palačković |

| 27 septembrie 2017 20:30 | Țările de Jos | 33 - 21 | Belarus                  | Indoor Sportcentrum, Eindhoven Asistență: 4.500 Arbitri: Christiansen, Hansen |
| 27 septembrie 2017 20:30 | Abbingh 6     | (16-10) | Nețariuk, Șamanevskaia 5 | Indoor Sportcentrum, Eindhoven Asistență: 4.500 Arbitri: Christiansen, Hansen |
| 27 septembrie 2017 20:30 | 2× 3×         | Cronica | 3× 2×                    | Indoor Sportcentrum, Eindhoven Asistență: 4.500 Arbitri: Christiansen, Hansen |

| 1 octombrie 2017 14:30 | Belarus         | 18 - 25 | Ungaria   | Palatul Sporturilor, Minsk Asistență: 2.000 Arbitri: Opava, Válek |
| 1 octombrie 2017 14:30 | Vasilevskaia 10 | (8-12)  | Görbicz 6 | Palatul Sporturilor, Minsk Asistență: 2.000 Arbitri: Opava, Válek |
| 1 octombrie 2017 14:30 | 1× 2×           | Cronica | 3×        | Palatul Sporturilor, Minsk Asistență: 2.000 Arbitri: Opava, Válek |

| 1 octombrie 2017 21:00 | Kosovo  | 12 - 40 | Țările de Jos | Pallati i Rinise dhe Sportit, Priștina Asistență: 400 Arbitri: Sager, Styger |
| 1 octombrie 2017 21:00 | Demaj 5 | (4-19)  | Abbingh 8     | Pallati i Rinise dhe Sportit, Priștina Asistență: 400 Arbitri: Sager, Styger |
| 1 octombrie 2017 21:00 | 4× 2×   | Cronica | 3×            | Pallati i Rinise dhe Sportit, Priștina Asistență: 400 Arbitri: Sager, Styger |

| 21 martie 2018 18:00 | Kosovo  | 22 - 31 | Belarus                       | Pallati i Rinise dhe Sportit, Priștina Asistență: 1.000 Arbitri: Hatipoğlu, Şimşek |
| 21 martie 2018 18:00 | Demaj 9 | (8-16)  | Koțina, Mazgo, Vasilevskaia 5 | Pallati i Rinise dhe Sportit, Priștina Asistență: 1.000 Arbitri: Hatipoğlu, Şimşek |
| 21 martie 2018 18:00 | 3×      | Cronica | 3×                            | Pallati i Rinise dhe Sportit, Priștina Asistență: 1.000 Arbitri: Hatipoğlu, Şimşek |

| 22 martie 2018 18:00 | Ungaria   | 18 - 19 | Țările de Jos | Audi Aréna, Győr Asistență: 5.000 Arbitri: Brkić, Jusufhodžić |
| 22 martie 2018 18:00 | Hornyák 4 | (11-10) | Bont, Broch 6 | Audi Aréna, Győr Asistență: 5.000 Arbitri: Brkić, Jusufhodžić |
| 22 martie 2018 18:00 | 2×        | Cronica | 3×            | Audi Aréna, Győr Asistență: 5.000 Arbitri: Brkić, Jusufhodžić |

| 25 martie 2018 15:00 | Belarus   | 41 - 18 | Kosovo  | Palatul Sporturilor „Uruce”, Minsk Asistență: 1.550 Arbitri: Jaškins, Žabko |
| 25 martie 2018 15:00 | Koțina 10 | (21-9)  | Demaj 7 | Palatul Sporturilor „Uruce”, Minsk Asistență: 1.550 Arbitri: Jaškins, Žabko |
| 25 martie 2018 15:00 | 2×        | Cronica | 3× 2×   | Palatul Sporturilor „Uruce”, Minsk Asistență: 1.550 Arbitri: Jaškins, Žabko |

| 25 martie 2018 16:00 | Țările de Jos | 22 - 23 | Ungaria     | Indoor-Sportcentrum, Eindhoven Asistență: 6.000 Arbitri: Bonaventura, Bonaventura |
| 25 martie 2018 16:00 | Abbingh 8     | (12-12) | Kovacsics 6 | Indoor-Sportcentrum, Eindhoven Asistență: 6.000 Arbitri: Bonaventura, Bonaventura |
| 25 martie 2018 16:00 | 4× 3×         | Cronica | 5× 3×       | Indoor-Sportcentrum, Eindhoven Asistență: 6.000 Arbitri: Bonaventura, Bonaventura |

| 30 mai 2018 18:00 | Kosovo     | 15 - 37 | Ungaria            | Salla E Sportit „Bill Clinton”, Ferizaj Asistență: 500 Arbitri: Hájek, Macho |
| 30 mai 2018 18:00 | Gjikokaj 5 | (3-16)  | Hornyák, Schatzl 7 | Salla E Sportit „Bill Clinton”, Ferizaj Asistență: 500 Arbitri: Hájek, Macho |
| 30 mai 2018 18:00 | 2×         | Cronica | 1× 2×              | Salla E Sportit „Bill Clinton”, Ferizaj Asistență: 500 Arbitri: Hájek, Macho |

| 31 mai 2018 19:00 | Belarus | 28 - 29 | Țările de Jos | Palatul Sporturilor „Uruce”, Minsk Asistență: 2.300 Arbitri: Năstase, Stancu |
| 31 mai 2018 19:00 | Mazgo 9 | (13-16) | Groot 10      | Palatul Sporturilor „Uruce”, Minsk Asistență: 2.300 Arbitri: Năstase, Stancu |
| 31 mai 2018 19:00 | 2×      | Cronica | 1×            | Palatul Sporturilor „Uruce”, Minsk Asistență: 2.300 Arbitri: Năstase, Stancu |

| 2 iunie 2018 15:00 | Țările de Jos | 42 - 16 | Kosovo     | Topsportcentrum, Almere Asistență: 2.400 Arbitri: Kijauskaitė, Žalienė |
| 2 iunie 2018 15:00 | Nieuwenweg 8  | (21-10) | Merditaj 6 | Topsportcentrum, Almere Asistență: 2.400 Arbitri: Kijauskaitė, Žalienė |
| 2 iunie 2018 15:00 | 5× 3×         | Cronica | 2× 3×      | Topsportcentrum, Almere Asistență: 2.400 Arbitri: Kijauskaitė, Žalienė |

| 2 iunie 2018 16:30 | Ungaria   | 30 - 22 | Belarus        | Messzi István Sportcsarnok, Kecskemét Asistență: 1.866 Arbitri: Arntsen, Røen |
| 2 iunie 2018 16:30 | Hornyák 7 | (12-13) | Vasilevskaia 5 | Messzi István Sportcsarnok, Kecskemét Asistență: 1.866 Arbitri: Arntsen, Røen |
| 2 iunie 2018 16:30 | 2×        | Cronica | 2×             | Messzi István Sportcsarnok, Kecskemét Asistență: 1.866 Arbitri: Arntsen, Røen |

### Echipa cel mai bine clasată de pe locurile 3
Pentru a determina echipa cel mai bine clasată de pe locurile 3 din grupele de calificare, poziție care a permis calificarea directă la turneul final, au fost luate în considerare doar rezultatele obținute împotriva echipelor clasate pe primele două locuri în fiecare grupă, nu și rezultatele obținute împotriva echipelor clasate pe locul al patrulea. În final, pentru a calcula clasamentul echipelor clasate pe locul al treilea au contat doar patru meciuri jucate de acestea.
| Loc | Echipa            | MJ | V | E | Î | GM  | GP  | DG  | Pct | Calificare    |
| --- | ----------------- | -- | - | - | - | --- | --- | --- | --- | ------------- |
| 1   | Slovenia          | 4  | 0 | 2 | 2 | 103 | 115 | −12 | 2   | Turneul final |
| 2   | Austria           | 4  | 1 | 0 | 3 | 102 | 115 | −13 | 2   |               |
| 3   | Slovacia          | 4  | 0 | 0 | 4 | 88  | 106 | −18 | 0   |               |
| 4   | Belarus           | 4  | 0 | 0 | 4 | 89  | 108 | −19 | 0   |               |
| 5   | Macedonia de Nord | 4  | 0 | 0 | 4 | 103 | 138 | −35 | 0   |               |
| 6   | Elveția           | 4  | 0 | 0 | 4 | 74  | 135 | −61 | 0   |               |
| 7   | Turcia            | 4  | 0 | 0 | 4 | 66  | 127 | −61 | 0   |               |